# Reed Smoot
Reed Owen Smoot, född 10 januari 1862 i Salt Lake City, Utahterritoriet, död 9 februari 1941 i Saint Petersburg, Florida, var en amerikansk republikansk politiker och religiös ledare. Han representerade delstaten Utah i USA:s senat 1903-1933. Han var en framträdande ledare inom Jesu Kristi Kyrka av Sista Dagars Heliga och hörde till de tolv apostlarnas kvorum från år 1900 fram till sin död.
Smoot studerade vid Brigham Young Academy (numera Brigham Young University). Han var sedan verksam inom näringslivet i Utahterritoriet. Utah blev 1896 USA:s 45:e delstat efter en överenskommelse mellan mormonkyrkan och den federala regeringen om avskaffandet av polygami. Smoot blev år 1900 apostel och han bad två år senare presidenten av Jesu Kristi Kyrka av Sista Dagars Heliga Joseph F. Smith om tillåtelse att få kandidera till USA:s senat.
Smoot blev invald i senaten och han efterträdde den 4 mars 1903 Joseph Lafayette Rawlins som senator för Utah. I senaten uppstod en bitter strid om huruvida Smoot hade rätt att tillträda på grund av polygamifrågan. Han hade själv bara en hustru men undersökningen mot honom baserade sig på ett rykte om att mormonkyrkans ledare hade i hemlighet fortsatt att välsigna polygama äktenskap. Motståndarna påstod att Smoots ställning som religiös ledare inte var förenlig med hans förmåga att upprätthålla USA:s konstitution i sitt ämbete som senator. Efter en utdragen kamp avgjorde senaten den 20 februari 1907 att Smoot fick sitta kvar. Han omvaldes fyra gånger.
Smoot var ordförande i senatens finansutskott 1923-1933. Han är bäst ihågkommen för tullagen Smoot–Hawley Tariff Act av år 1930. USA höjde skyddstullarna till rekordhöga nivåer som resultat av lagen vars två upphovsmän senator Smoot och  Willis C. Hawley, en kongressledamot från Oregon, var. Den stora depressionen blev kraftigare som resultat av den minskade utrikeshandeln. Smoot efterträddes 1933 som senator av Elbert D. Thomas.